# Nikolay Chernetskiy
Nikolay Chernetskiy (né le 29 novembre 1959 à Frounze) est un athlète kirghiz, spécialiste du 400 mètres qui concourait pour l'URSS. Il a été champion olympique en relais 4 × 400 m aux Jeux olympiques d'été de 1980 à Moscou et détient depuis 1978 le record national.

## Palmarès

### Jeux olympiques d'été
- Jeux olympiques d'été de 1980 à Moscou ( Union soviétique)
  - éliminé en demi-finale sur 400 m
  -  Médaille d'or en relais 4 × 400 m

### Championnats du monde d'athlétisme
- Championnats du monde d'athlétisme 1983 à Helsinki ( Finlande)
  -  Médaille d'or en relais 4 × 400 m

### Championnats d'Europe d'athlétisme en salle
- Championnats d'Europe d'athlétisme en salle 1978 à Milan ( Italie)
  -  Médaille de bronze sur 400 m
- Championnats d'Europe d'athlétisme en salle 1980 à Sindelfingen ( Allemagne de l'Ouest)
  -  Médaille d'or sur 400 m